# Cyclodontina
Cyclodontina is een geslacht van weekdieren uit de klasse van de Gastropoda (slakken).

## Synoniem
- Cyclodontina brasiliana Beck, 1837 => Plagiodontes dentatus (W. Wood, 1828)